# Compus de două tetraedre
În geometrie compusul de două tetraedre este unul dintre cei cinci compuși poliedrici regulați. Acest poliedru poate fi considerat fie o stelare a octaedrului, fie ca un compus. De obicei el este format din două tetraedre regulate.
Are indicele de compus uniform UC04 și indicele Wenninger 19.

## Mărimi asociate

### Coordonate carteziene
Coordonatele carteziene ale vârfurilor acestui compus sunt date de toate permutările lui
{\displaystyle (\,\pm {\sqrt {2}},\,\pm 1,\,0\,).}

### Volum
Următoarea formulă pentru volum V este stabilită pentru lungimea laturilor tuturor poligoanelor (care sunt regulate) a:
{\displaystyle V={\frac {\sqrt {2}}{6}}\,a^{3}\approx 0,235702~a^{3}.}

## Octaedru stelat
Acesta este singurul compus poliedric uniform, octaedrul stelat, care are simetrie octaedrică, ordinul 48. Are ca nucleu un octaedru regulat și are în comun aceleași 8 vârfuri cu cubul.
Dacă intersecțiile laturilor ar fi tratate ca vârfuri propriu-zise, compusul ar avea o topologie a suprafeței identică cu cea a dodecaedrului rombic; dacă intersecțiile fețelor ar fi considerate laturi propriu-zise, forma ar fi un octaedru triakis neconvex.

## Construcții cu simetrie inferioară
Există variante cu simetrie inferioară, bazate pe formele de simetrie inferioară ale tetraedrului.
- O fațetare a unui cuboid dreptunghiular, creând compuși de doi bisfenoizi tetragonali sau rombici, cu o bipiramidă sau nuclee în formă de trunchiuri de piramidă rombice. Acesta este primul din setul de compuși de două antiprisme.
- O fațetare a unui trapezoedru trigonal creează un compus din două piramide triunghiulare drepte cu un nucleu în formă de antiprismă triunghiulară. Acesta este primul din setul de compuși de două piramide poziționate una față de cealalală simetric față de centru.

| D4h, [4,2], order 16                                                      | C4v, [4], order 8                 | D3d, [2+,6], order 12                                                     |
| ------------------------------------------------------------------------- | --------------------------------- | ------------------------------------------------------------------------- |
| · Compus de doi bisfenoizi tetragonali într-o prismă pătrată · ß{2,4} sau | Compus de doi bisfenoizi digonali | Compus de două piramide triunghiulare drepte într-un trapezoedru trigonal |

## Alți compuși
Dacă două tetraedre regulate au aceeași orientare pe o axă cu trei poziții, se obține un compus diferit, cu simetria D3h, [3,2], ordinul 12.
Alte orientări pot fi alese ca 2 tetraedre din compușii de cinci tetraedre și zece tetraedre, acesta din urmă poate fi văzut ca o piramidă hexagramică: